# Acinetobacter
Acinetobacter és un gènere de bacteris gramnegatius que pertany al grup dels proteobacteris. Les espècies d'Acinetobacter són bacils estrictament aerobis no fermentadors, no mòbils, oxidasa-negatius que es presenten en parells al microscopi. Es distribueixen àmpliament en la naturalesa, són importants en el sòl i contribueixen a la seva mineralització.
Acetinobacter és una important font d'infeccions hospitalàries en pacients amb el sistema immunitari debilitat. Són capaços de sobreviure en diverses superfícies, tant humides com seques, en l'àmbit hospitalari. Ocasionalment són aïllats dels productes alimentaris, i algunes soques poden sobreviure sobre equipament mèdic i fins i tot en la pell humana sana.
Moltes soques d'Acinetobacter baumannii són multiresistents als antibiòtics.